# Mönchstraße 58 (Stralsund)
Das Gebäude Mönchstraße 58 in Stralsund ist ein denkmalgeschütztes Bauwerk in der Mönchstraße, Ecke Ravensberger Straße.

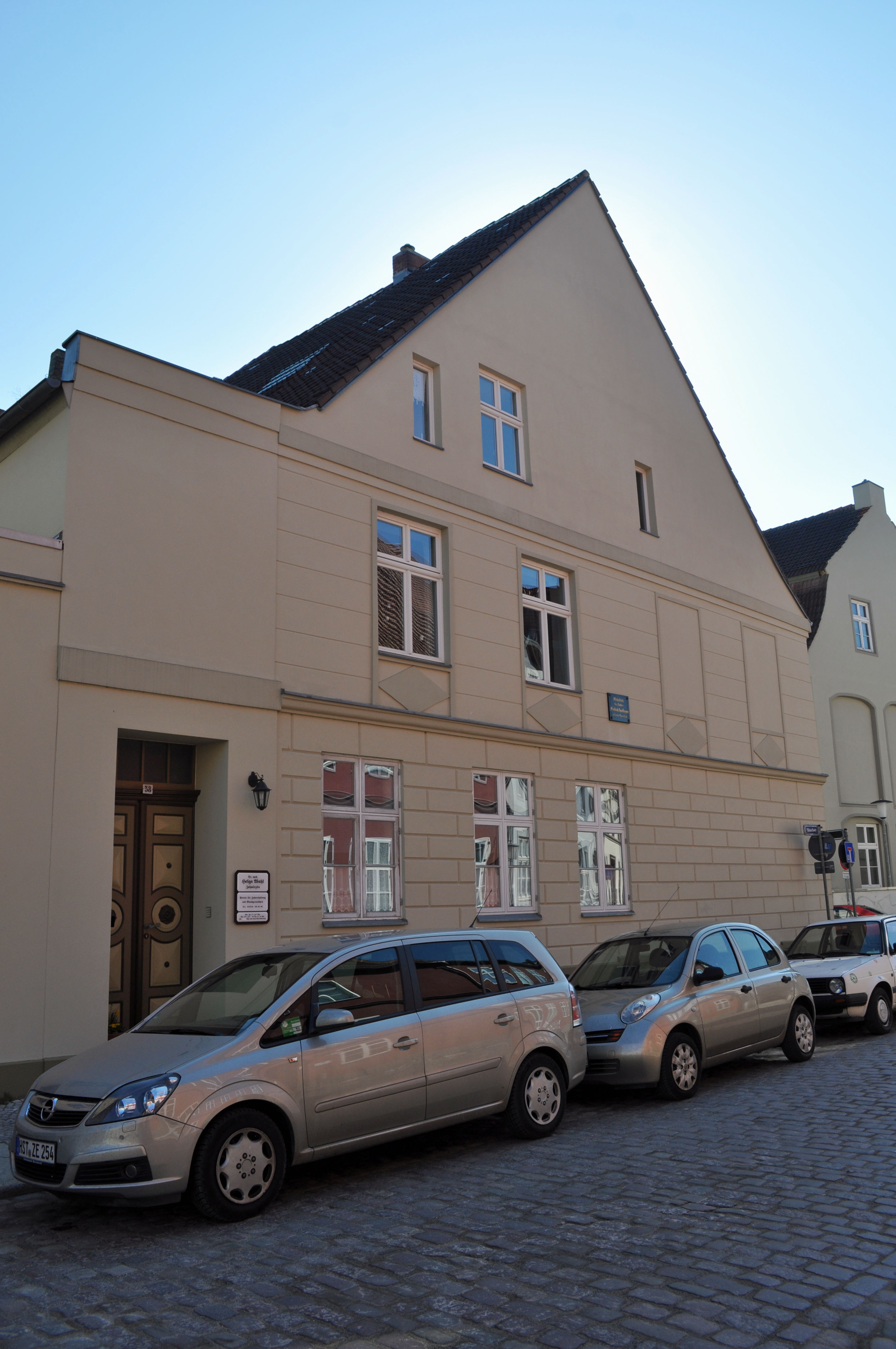
Haus Mönchstraße 58 in Stralsund (2012)

Das zweigeschossige Gebäude wurde im Jahr 1746 errichtet. Die breite Giebelseite weist zur Mönchstraße, eine vierachsige Fassade mit einem übergiebelten Zwerchhaus zur Ravensberger Straße. Um 1800 wurde die Fassade gestaltet.
Der Dichter Friedrich Spielhagen verbrachte hier seine Jugend; an ihn erinnert eine Gedenktafel.
Das Haus im Kerngebiet des von der UNESCO als Weltkulturerbe anerkannten Stadtgebietes des Kulturgutes „Historische Altstädte Stralsund und Wismar“ ist in die Liste der Baudenkmale in Stralsund eingetragen.